# Le porte dell'inferno
Pour plus de détails, voir Fiche technique et Distribution.
Le porte dell'inferno est un film d'épouvante italien réalisé par Umberto Lenzi sorti directement en vidéo en 1989.

## Synopsis
Un groupe de spéléologues mène une expérience sur la durée maximale de séjour d'un homme en solitaire sous terre. Le chercheur Maurizio a déjà passé un temps record dans une grotte et s'apprête à remonter à la surface quand il est soudain la proie d'étranges visions : icônes pleurant du sang, serpents, un rite d'eucharistie qu'assombrit un nuage noir... À ce moment-là, le contact avec l'extérieur est interrompu, et les scientifiques se précipitent à son secours.
Pendant ce temps, deux archéologues, Laura et Theo, mènent une enquête sur les ruines d'un ancien monastère. La jeune fille veut, entre autres, explorer le sous-sol. Elle apprend que l'abbaye voisine, surnommée l'« abbaye maudite », a été incendiée en 1289.
Sous le sol, Laura découvre un passage vers la crypte de l'abbaye. En plus des tombes, il y a une tablette de pierre avec une inscription latine qui indique que sept moines hérétiques ont été enterrés vivants ici. Cependant, ils seront ressuscités après sept siècles afin de tuer sept membres d'une tribu hérétique. Alors que la jeune fille parvient à enregistrer ce qu'elle lit sur un magnétophone, elle se fait assassiner à coups de hache.

## Fiche technique
- Titre original italien : Le porte dell'inferno[1]
- Réalisation : Umberto Lenzi
- Scénario : Olga Pehar, Umberto Lenzi
- Photographie : Sandro Mancori
- Montage : Vanio Amici
- Musique : Piero Montanari (it)
- Décors : Dario Nicholi
- Effets spéciaux : Giovanni Corridori (it)
- Maquillage : Gabriella Trani
- Production : Luigi Nannerini, Antonino Lucidi
- Sociétés de production : Alpha Cinematografica
- Pays de production :  Italie
- Langue originale : italien
- Format : Couleur - 1,33:1 - Son mono - 35 mm
- Durée : 90 minutes (1 h 30)
- Genre : Épouvante
- Dates de sortie :
  - Italie : 14 décembre 1989

## Distribution
- Barbara Cupisti : Erna
- Pietro Genuardi : Paul Brandini
- Lorenzo Majnoni : Manfred
- Giacomo Rossi Stuart : Dr Jones
- Gaetano Russo : Maurizio Fesner
- Andrea Damiano : L'archéologue Laura Benson
- Mario Luzzi : Teo
- Paul Müller : Simone Pietro di Reims

## Production et diffusion
Alors que le cinéma était en crise en Italie à la fin des années 1980, de nombreux réalisateurs se sont tournés vers la diffusion télévisuelle ou directement en vidéocassette. Le producteur Carlo Alberto Alfieri a l'idée d'une série de films de différents réalisateurs réunis dans le projet I maestri del thriller. Il présente le projet à Luciano Martino, qui le rejette, puis passe un accord avec la Scena International d'August Caminito. La société de ce dernier a ensuite contacté Distribuzione Alpha Cinematografica et Cine Duck et a vendu les droits de télévision de la série à Reteitalia, qui refuse de les diffuser en raison de leur trop grande violence. Les huit films sortent alors en vidéocassette dans le coffret Lucio Fulci presenta distribué par Formula Home Video. Alfieri a poursuivi la société en justice, car il possédait les droits sur le marché de la vidéo. Formula a fait faillite et Avo Film a acheté les droits et les a réédités en VHS et DVD. Comme aucun de ces films n'a été soumis à la commission de censure, toute sortie en salle est exclue.
Des dix films qui devaient composer la série, seuls huit sont finalement sortis : Hansel e Gretel de Giovanni Simonelli (it), Bloody Psycho (it) de Leandro Lucchetti (it), Massacre (it) d'Andrea Bianchi, Luna di sangue (it) de Enzo Milioni (it), Non aver paura della zia Marta (it) de Mario Bianchi, Soupçons de mort et Les Fantômes de Sodome de Lucio Fulci et Le porte dell'inferno de Lenzi. Le budget pour chacun des films est entre 200 000 et 300 000 lires.

« Fulci a été contacté par Dania Film pour réaliser deux films de la série Le case maledette, et après avoir tourné Les Fantômes de Sodome et Soupçons de mort, il renonce et abandonne le projet. C'est alors que le producteur délégué, Alfieri, m'a appelé et m'a proposé de réaliser les deux films que Lucio devait tourner. J'ai accepté par amitié, mais j'ai proposé un de mes propres scénarios. Je devais réaliser deux films pour eux. Le premier était Le porte dell'inferno, tandis que le second était Le Voyageur de la peur que j'ai finalement réalisé avec Massaccesi »

— Umberto Lenzi